# Caesar III

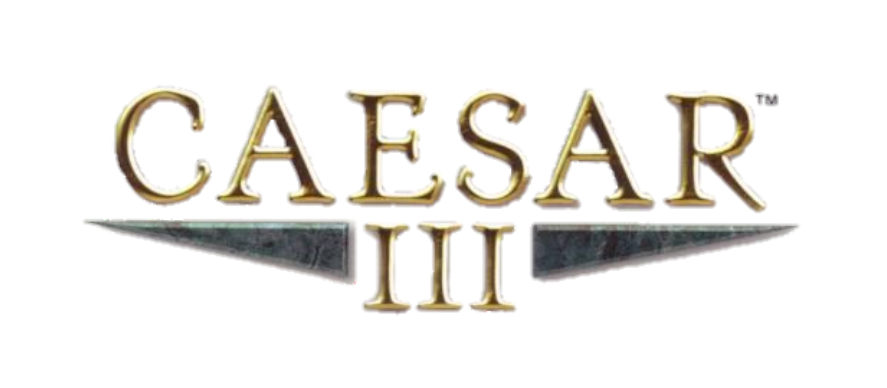
Logo do jogo

Caesar III é um jogo de computador lançado em 1998. É o terceiro jogo de estratégia da série Caesar, que é composta por quatro jogos no total. É um jogo de construção de cidades baseado no Império Romano. A empresa responsável pelo desenvolvimento do jogo é a Impressions Games, e foi publicado pela Sierra Entertainment. O jogo pode ser encontrado traduzido para o português.

## História
No controle de um cidadão romano, o jogador deve fazer sua carreira política ou militar e ascender ao controle do Império Romano. São onze missões, onde pode-se escolher entre fundar ou desenvolver uma cidade romana pacífica ou envolvida em conflitos e invasões de povos bárbaros. A medida que o jogo vai avançando, o jogador vai sendo promovido até o ápice do jogo, quando é considerado sucessor de César e vitorioso, passa a ser o grande imperador de Roma.

## Cidades
O jogo apresenta 40 cidades romanas e é fiel a cronologia de conquistas do Império Romano. Apenas 23 cidades podem ser "fundadas" pelo jogador, e as outras servem como aliadas ou inimigas durante o jogo. Uma curiosidade é que a cidade de Roma, a capital do Império, de fato não pode ser construída pelo jogador. As outras cidades são: Volubilis, Tamugadi, Léptis Magna e Alexandria na África; Nova Cartago, Atenas, Bizâncio, Roma, Caleva, Augusta dos Tréveros (atual Tréveris), Argentorato (atual Estrasburgo) e Narbo Márcio (atual Narbona) na Europa; e Éfeso, Pérgamo, Sinope, Antioquia, Heliópolis na Ásia.
No kit de construção de cidades o jogador pode optar apenas por construir uma cidade sem iniciar uma carreira. São doze cidades disponíveis: Cesareia Cláudia (atual Cherchell), Cartago, Cirene, Jerusalém, Corinto, Tarraco (atual Tarragona), Toleto (atual Toledo), Valência, Lindo (atual Lincoln), Londínio (atual Londres), Lugduno (atual Lyon) e Mediolano (atual Milão).

## Recepção
Caesar III foi um sucesso commercial. Em seu primeiro mês de lançamento, vendeu 150.000 cópias
e estava no bom caminho para o topo das vendas de Caesar II. As vendas globais do jogo ultrapassaram 400.000 cópias em janeiro de 1999; no início de fevereiro, PC Data registrou vendas de mais de 93.000 unidades nos Estados Unidos. Naquele mês de abril, Jim Veevaert, da Sierra, anunciou que a série geral "Caesar", incluindo "Caesar III", vendeu "bem mais de um milhão de unidades" globalmente.
A Academy of Interactive Arts & Sciences indicou Caesar III para o seu prêmio de "Jogo de Estratégia do Ano" de 1998, embora o jogo tenha perdido para Sid Meier's Alpha Centauri.